# 破布子
破布子（Cordia dichotoma）又称树子、破布木、樹子仔、破果子、爛布子、對面烏、白玉纸，为紫草科破布木属下的一种植物。

## 形态
破布子为小型落叶乔木，高度可达8米，多分枝。叶互生，卵形或心形，长9-12厘米，宽4-5厘米，全緣或波狀緣。一般春季开花，花小，花冠淡紫色或淡黃色，花萼淺鐘形，萼筒有不規則的2-3裂。五枚雄蕊着生于花筒内，雌蕊柱頭四裂。果實橢圓形，直径约1.2厘米，含一颗种子。7-8月成熟，颜色从绿转橙黃转黑，果皮含有乳白色粘液。

## 分布
破布子分布于臺灣、中国大陆南方沿海（廣東、福建及海南岛）、南亚和东南亚（菲律宾、马来西亚、印度、斯里兰卡）等地的低海拔地区。

## 用途

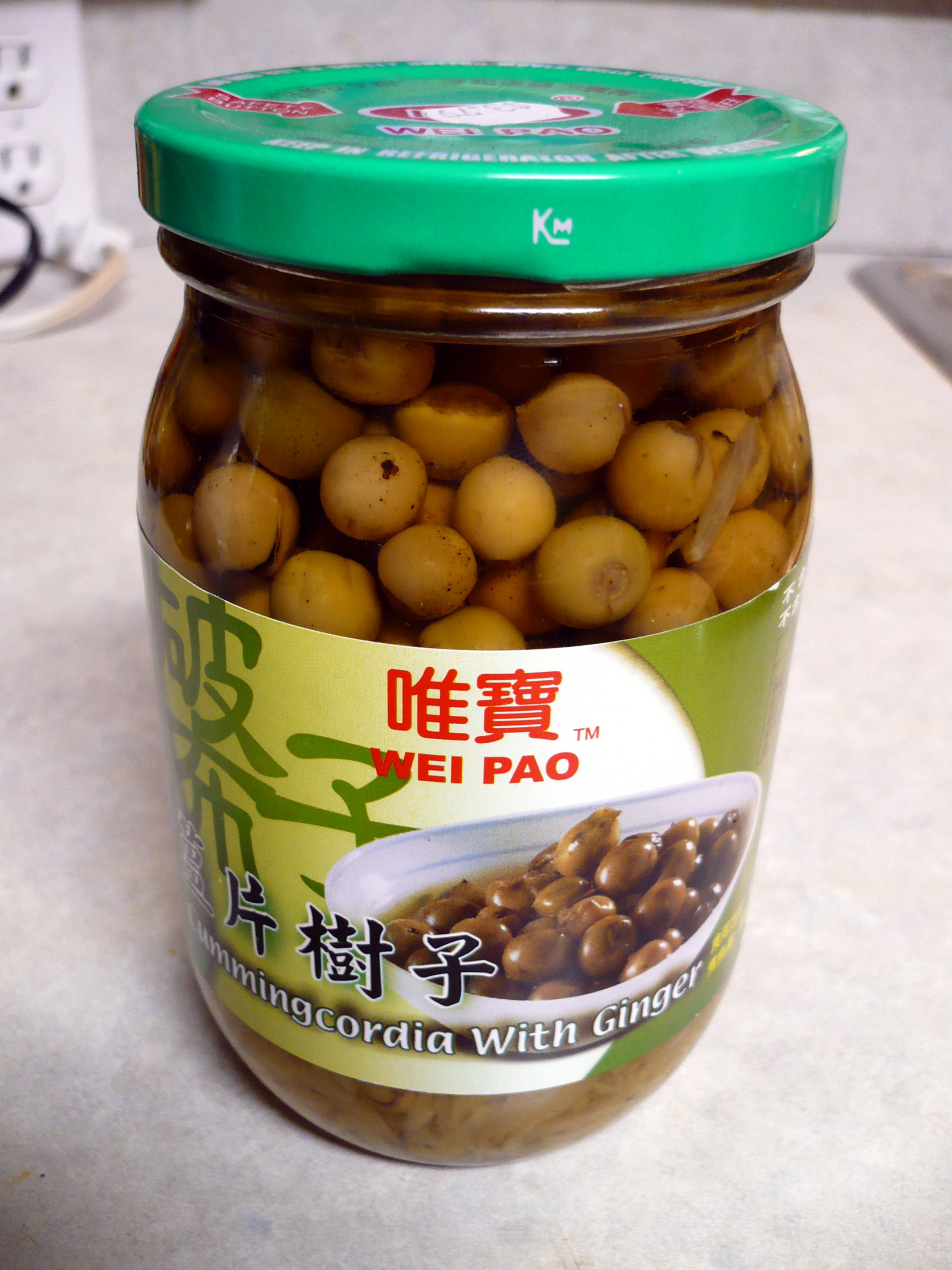
醃漬的破布子果實

破布子可以作为药用，果实亦可食用，除作為佐料外，臺灣是全世界最早將破布子入菜的地區。破布子樹在臺灣早已有栽培，過往多零星栽培，疏疏落落分散在田間、山坡上乃至房屋角落空地等，因為它強悍生命力，無需特別管理及其實用價值，是臺灣古老樹木性果實蔬菜之一。

### 药用
中医将破布子的果实、树皮、根作为药材。其果实被用来镇咳、化痰解毒和治疗跌打损伤；树皮治疗子宫发炎、脱垂、肺出血和年久伤，根则有止汗和治疗高血压的功效。

### 食用
破布子的果实可以生食。但常见的食用方法是先将洗净的果实水煮沸後，经二~三个小时以上不停搅拌使果皮破裂，再加飽和食鹽水凝結成形，便於存放。在产品呈糊状时加入其他调味料，冷却凝结后冷冻或腌渍保存。如此制作的破布子多用來蒸魚、炒肉末外，可以用来炒、油炸、煲汤、调制酱汁等。可以增加免疫力。